# Silence (Kletterroute)
Silence ist die vermutlich weltweit erste Kletterroute im Schwierigkeitsgrad 9c (franz.) bzw. XII (UIAA) oder 5.15d (YDS) und gilt damit als schwerste Sportkletter-Route. Die Route wurde vom tschechischen Kletterer Adam Ondra in der Höhle „Hanshelleren“ bei Flatanger in Norwegen eingerichtet. Sie wurde am 3. September 2017 von ihm nach mehrjährigem Projektieren erstmals sturzfrei durchstiegen. Während der Zeit, in der Ondra sich an der Route versuchte, war sie unter dem Namen Project Hard bekannt. Nach dem erfolgreichen Durchstieg erhielt sie den offiziellen Namen Silence, da Ondra nach Vollendung schreien wollte, jedoch zu überwältigt ob des Erfolgs war, um die Ruhe zu stören. Nach Silence wurden die Kletterrouten DNA und B.I.G. ebenfalls in diesem Grad erstbegangen.

## Route
Die Route Silence ist etwa 45 Meter lang und verläuft durch das teils stark überhängende Höhlendach. Ondra schätzte, dass die ersten 20 Meter mit einigen guten Knieklemmern ungefähr in der Schwierigkeit 8b (franz.), ähnlich dem Beginn der benachbarten Routen Nordic Flower und The Change, liegen.

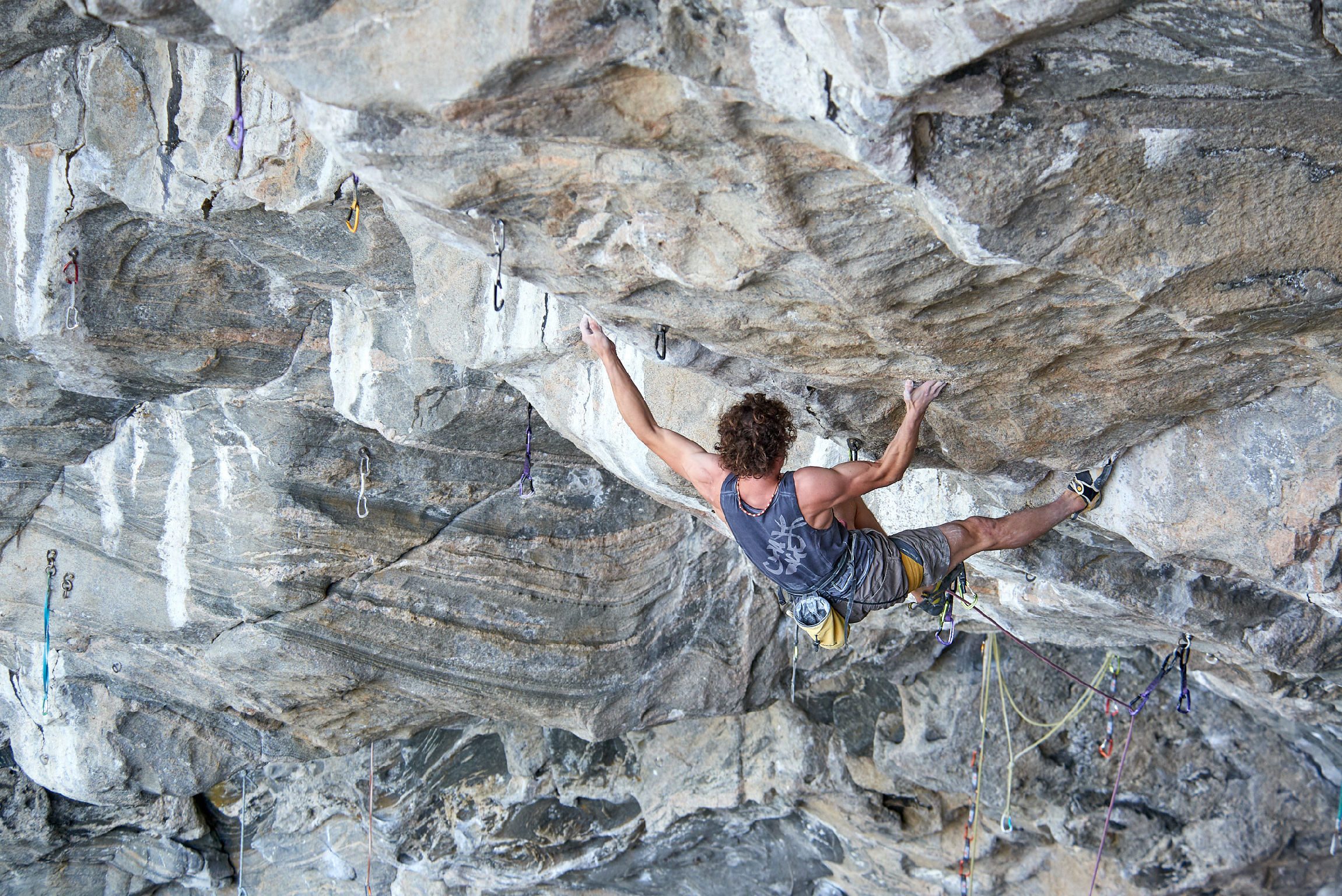
Ondra beim Toehook in der ersten Schlüsselstelle (Juli 2017)

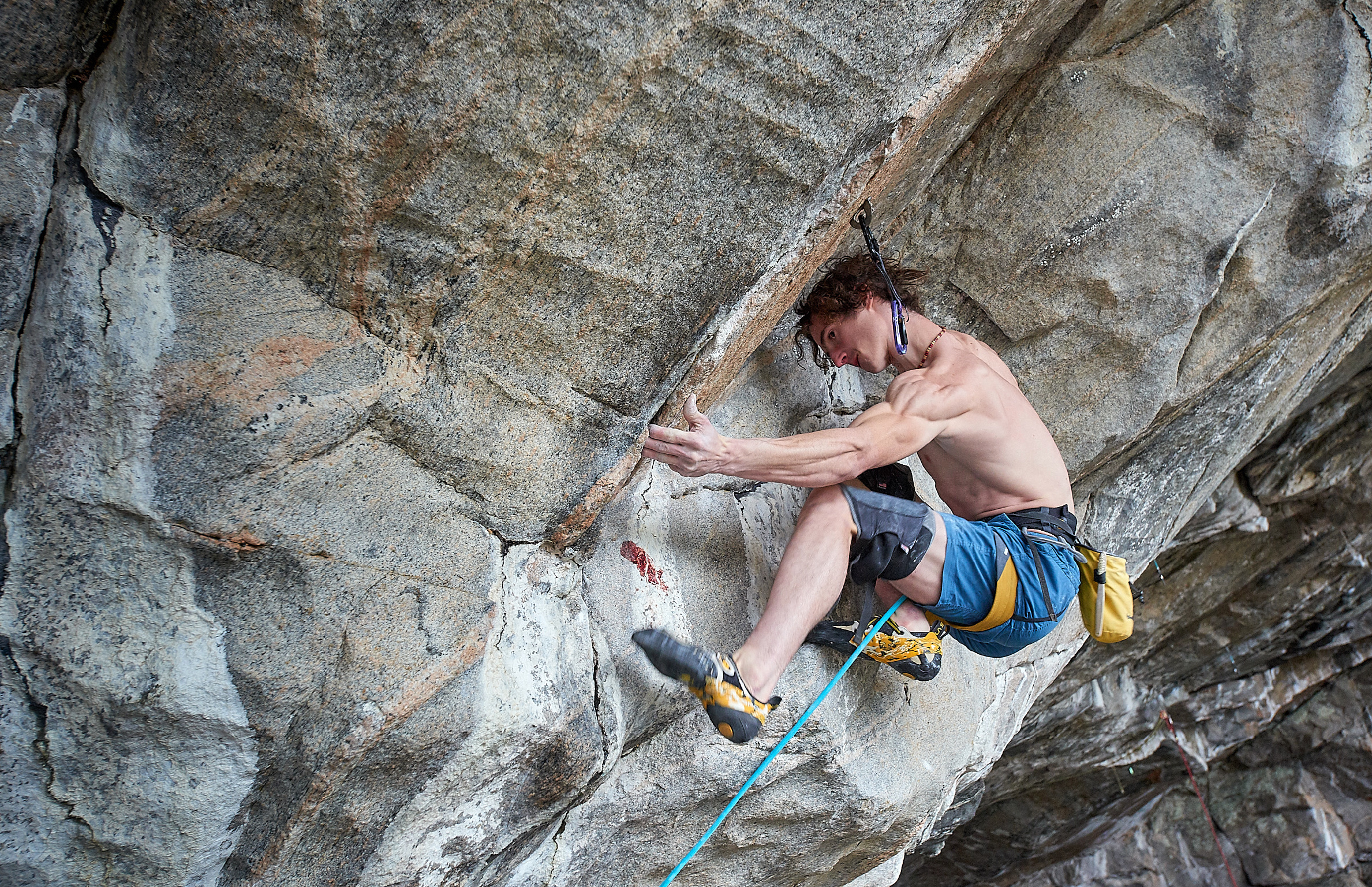
Ondra in der zweiten Schlüsselstelle (Juli 2017)

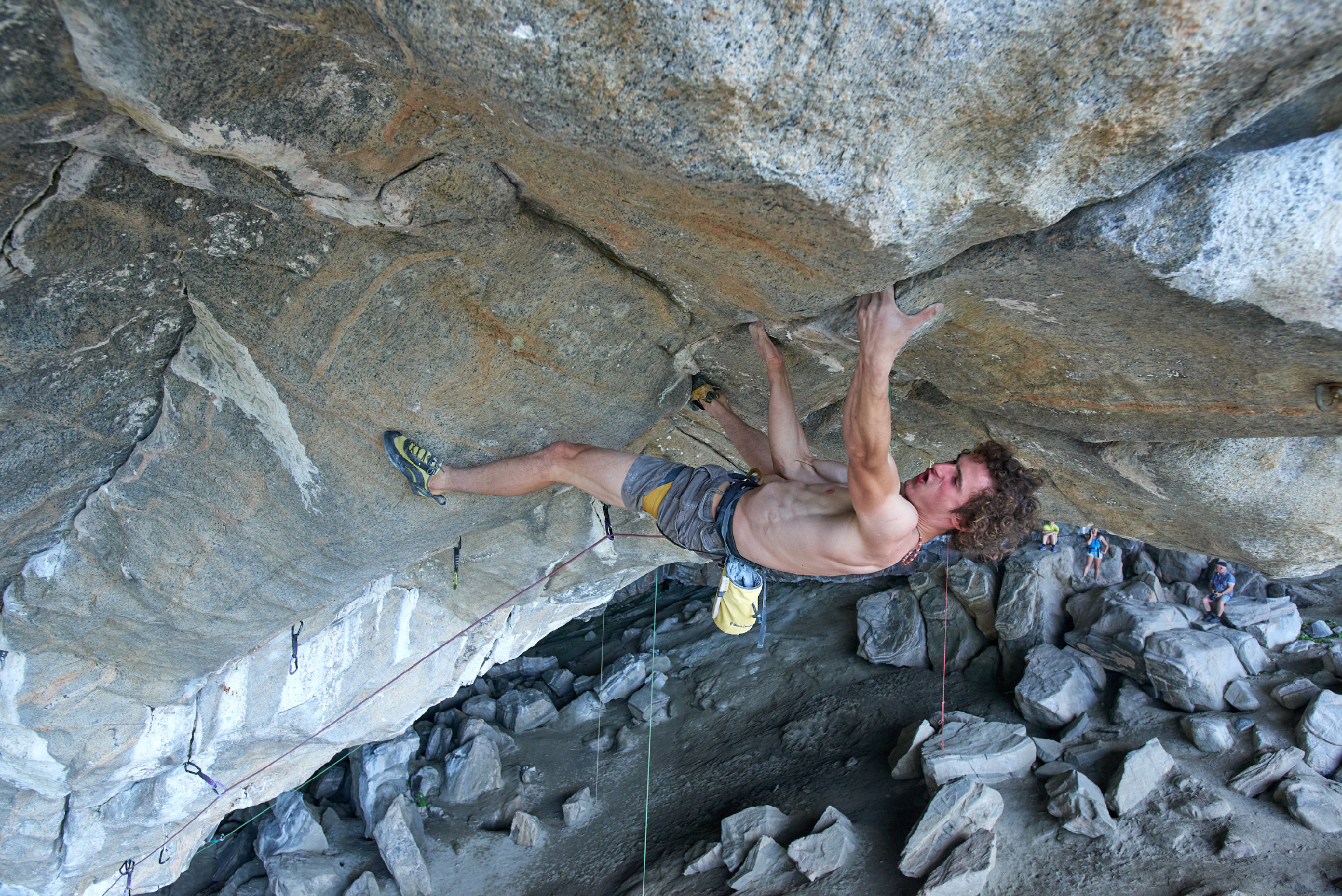
Ondra nach der dritten Schlüsselstelle (Juli 2017)

Danach verzweigt sich Silence in ein 7A+ Problem mit 5 Zügen und geht dann in die Schlüsselstelle (Crux) über, die eine Aufeinanderfolge von drei unterschiedlichen Boulderproblemen darstellt, die Ondra – unter Verwendung von Bouldergraden – mit 8C, 8B und schließlich 7C+ bewertete.
Das erste Crux-Boulder-Problem (8C) besteht aus 10 sehr ungewöhnlichen Kletterzügen, darunter Single-Fingerlocks, kopfüber Klettern und einer Variation eines Figure-of-Four-Moves und endete schließlich mit einem schlechten Knieklemmer, bei der Ondra, aufgrund eines speziellen Trainings, eine Minute lang kopfüber hängen konnte, um sich auszuruhen.
Nach der dritten Boulder-Schlüsselstelle führt ein großer Griff durch einen relativ einfachen 6C -Boulder, der aus fünf Zügen besteht, zum Umlenker.
In der gleichen Höhle befindet sich die Kletterroute The Change (vorgeschlagene Schwierigkeit 9b+), die ebenfalls von Ondra erstbegangen wurde.

## Begehungen
1. 3. September 2017 – Adam Ondra, Tschechien

Die Route wurde seit ihrer Erstbegehung noch nicht wiederholt. Damit konnte der vorgeschlagene Schwierigkeitsgrad bisher nicht von einem anderen Kletterer bestätigt werden.

## Nachweise
1. ↑  Will Gray: Die 10 härtesten Kletterrouten der Welt. In: Red Bull. 3. Januar 2022, abgerufen am 24. März 2022.
2. 1 2  Adam Ondra – Silence (9c/5.15d), a.k.a. "Project Hard", Interview. In: Rock and Ice Magazine. 11. September 2017, abgerufen am 24. März 2022.
3. 1 2 3  Adam Ondra climbing towards the world’s first 9c. Abgerufen am 24. März 2022 (englisch).